# Diocesi di Brno

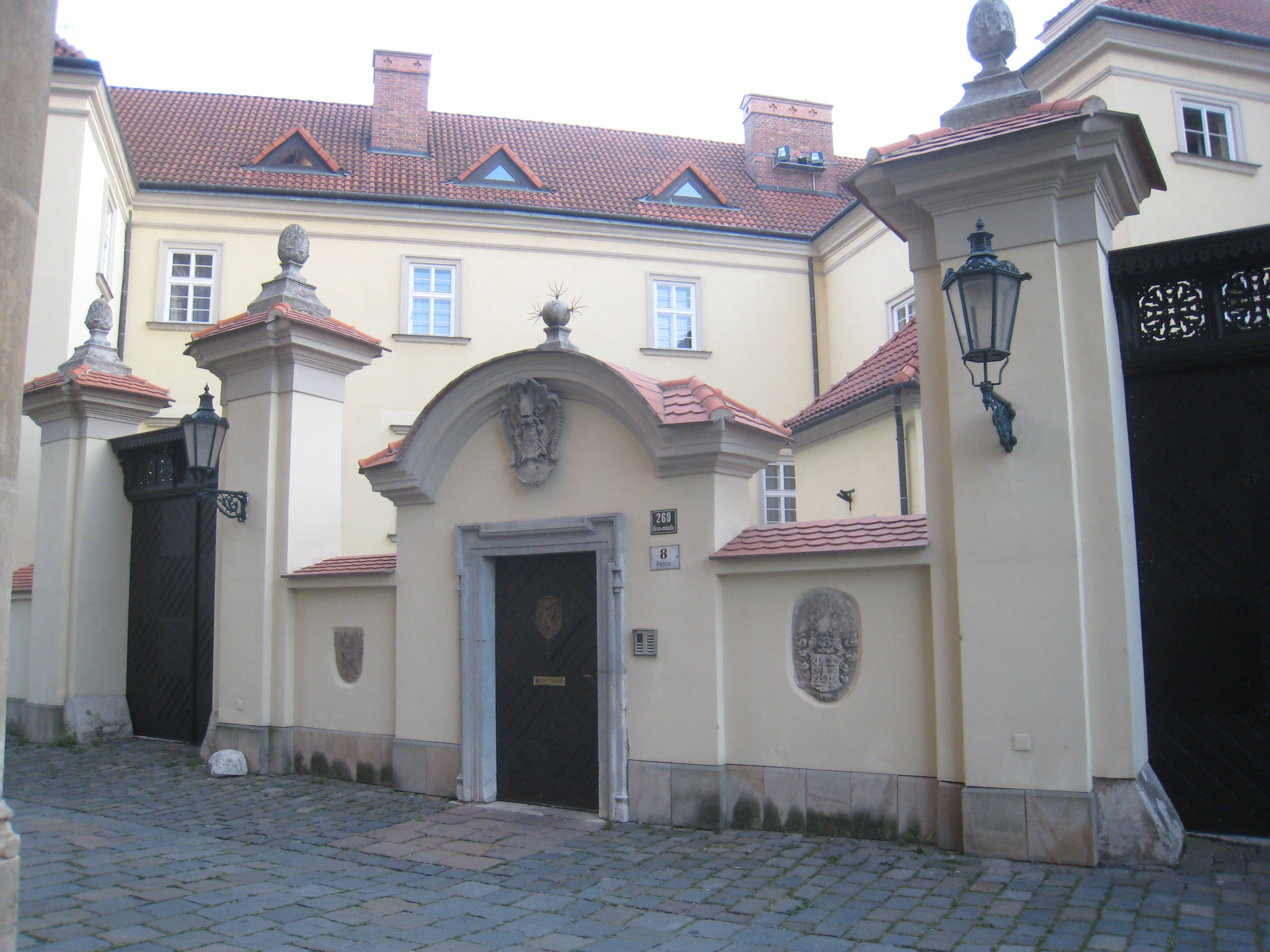
Il palazzo vescovile di Brno.

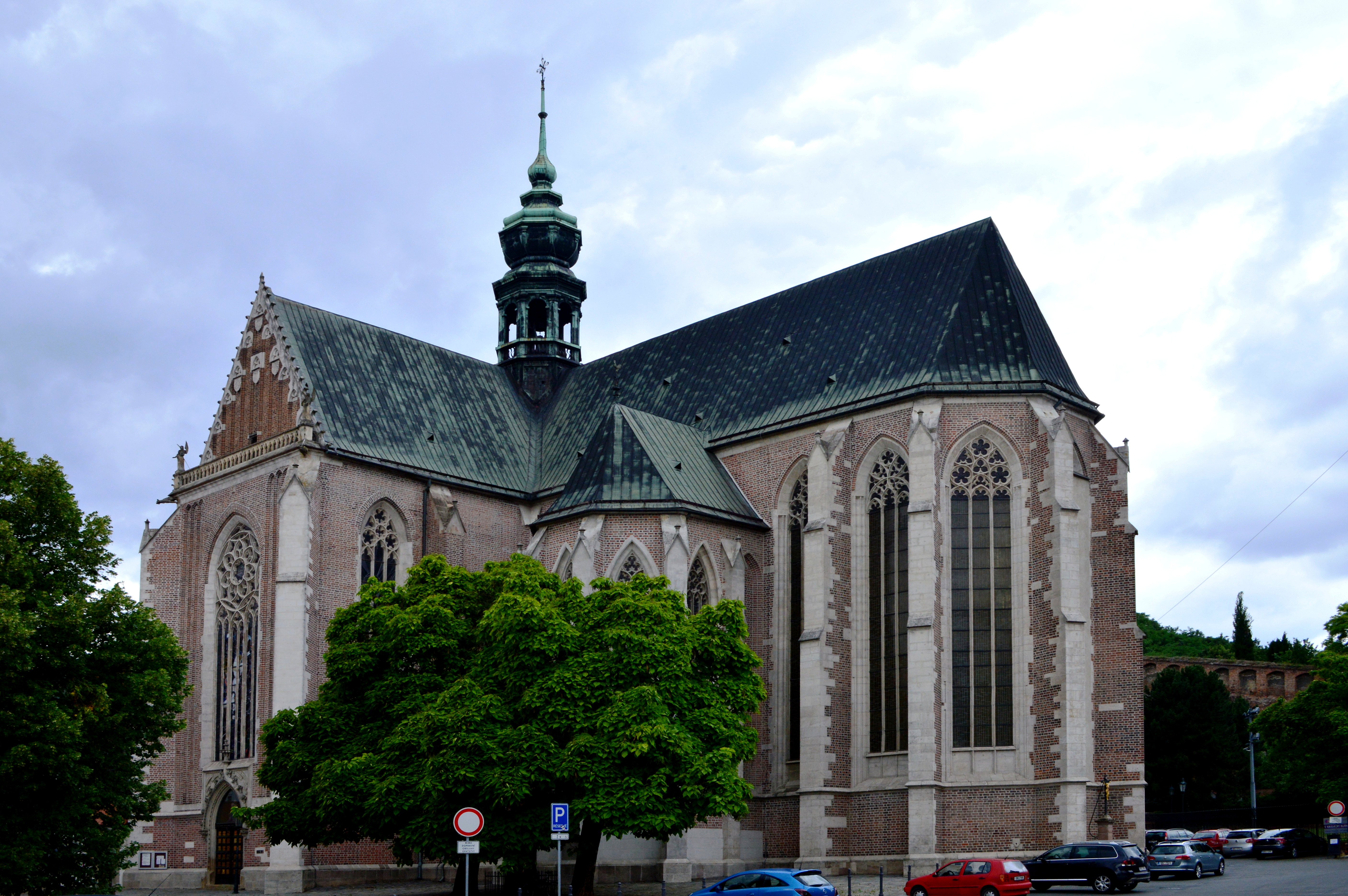
La basilica minore dell'Assunzione della Beata Vergine Maria a Brno.

La diocesi di Brno (in latino Dioecesis Brunensis) è una sede della Chiesa cattolica nella Repubblica Ceca suffraganea dell'arcidiocesi di Olomouc. Nel 2022 contava 554.540 battezzati su 1.406.790 abitanti. È retta dal vescovo Pavel Konzbul.

## Territorio
La diocesi comprende la quasi totalità della Moravia Meridionale, una porzione della regione di Vysočina, e alcune parrocchie nella Boemia Meridionale, nella regione di Pardubice e in quella di Olomouc.
Sede vescovile è la città di Brno, dove si trova la cattedrale dei Santi Pietro e Paolo. Nel territorio sorgono due basiliche minori: la basilica dell'Assunzione della Beata Vergine Maria e San Nicola a Žďár nad Sázavou; e la basilica dell'Assunzione della Beata Vergine Maria a Brno.
Il territorio si estende su 10.668 km² ed è suddiviso in 451 parrocchie, raggruppate in 20 decanati: Blansko, Boskovice, Břeclav, Brno, Hodonín, Hustopeče, Jihlava, Mikulov, Modřice, Moravské Budějovice, Moravský Krumlov, Rosice, Slavkov u Brna, Telč, Tišnov, Třebíč, Velké Meziříčí, Vranov nad Dyjí, Žďár nad Sázavou, Znojmo.

## Storia
La diocesi fu eretta da papa Pio VI il 5 dicembre 1777 con la bolla Inter plurima, ricavandone il territorio dalla diocesi di Olomouc, che lo stesso giorno è stata elevata ad arcidiocesi metropolitana con la bolla Suprema dispositione. L'erezione della diocesi aveva come base la presenza del capitolo della collegiata di San Pietro, fondato del 1276, a testimonianza di questo legame fu proprio il prevosto della collegiata dei Santi Pietro e Paolo a essere scelto come primo vescovo. Il capitolo fu mantenuto nella sua composizione di un decano mitrato e nove canonici prebendati, di cui cinque con obbligo di residenza ed elevato alla dignità di capitolo cattedrale. All'imperatrice Maria Teresa, che aveva avuto una parte importante nell'erezione della diocesi, e ai suoi successori fu concesso il diritto di presentazione del nuovo vescovo a ogni sede vacante.
Negli anni Ottanta del XVIII secolo dovette subire numerose soppressioni di conventi e monasteri a causa della politica giuseppinista.
Nel 1783 il territorio della diocesi fu sostanzialmente ampliato.
Il seminario diocesano fu istituito nel 1807.
Nel 1863 la diocesi cedette all'arcidiocesi di Olomouc il decanato di Vyškov ed ebbe in cambio il decanato di Boskovice.
Nel 1909 si svolse il primo sinodo diocesano, che fu seguito da un altro sinodo nel 1934.
Nel 1937 entrò a far parte del territorio diocesano la parrocchia di Valtice (in tedesco Feldberg), prima appartenente all'arcidiocesi di Vienna.
A seguito dello smembramento della Cecoslovacchia nel 1938 il suo territorio fu diviso e a Mikulov fu eretto un vicariato generale, che fu poi abolito nel 1945, quando si ricostituì la Cecoslovacchia. Nel frattempo la sede vescovile era vacante, il nuovo vescovo Karel Skoupý fu nominato nel 1946. Dovette affrontare la persecuzione comunista, nel 1950 il seminario fu chiuso dalle autorità, che impedirono al vescovo di esercitare il suo ufficio fino al 1968 (primavera di Praga). Dopo la morte di Karel Skoupý nel 1972 la sede di Brno restò vacante fino al crollo del comunismo.
Nel 1999 la diocesi si è data una nuova organizzazione territoriale.

## Cronotassi dei vescovi
Si omettono i periodi di sede vacante non superiori ai 2 anni o non storicamente accertati.
- Matthias Franz von Chorinsky † (15 dicembre 1777 - 30 ottobre 1786 deceduto)
- Johann Baptist Lachenbauer, O.Cr. † (29 gennaio 1787 - 22 febbraio 1799 deceduto)
- Vinzenz Joseph Franz Sales von Schrattenbach † (11 agosto 1800 - 25 maggio 1816 deceduto)
- Wenceslas Urban von Stuffler † (28 luglio 1817 - 24 maggio 1831 deceduto)
- Franz Anton Gindl † (2 luglio 1832 - 23 gennaio 1841 nominato vescovo di Gurk)
- Antonín Arnošt Schaffgotsche † (27 gennaio 1842 - 31 marzo 1870 deceduto)
- Karel Nöttig † (29 novembre 1870 - 14 gennaio 1882 deceduto)
- Franziskus von Sales Bauer † (3 luglio 1882 - 10 maggio 1904 nominato arcivescovo di Olomouc)
- Pavel Huyn † (17 aprile 1904 - 4 ottobre 1916 nominato arcivescovo di Praga)
- Norbert Klein, O.T. † (7 dicembre 1916 - 4 gennaio 1926 dimesso[2])
  - Sede vacante (1926-1931)
- Josef Kupka † (22 ottobre 1931 - 10 giugno 1941 deceduto)
  - Sede vacante (1941-1946)
- Karel Skoupý † (3 aprile 1946 - 22 febbraio 1972 deceduto)
  - Sede vacante (1972-1990)
- Vojtěch Cikrle (14 febbraio 1990 - 26 maggio 2022 ritirato)
- Pavel Konzbul, dal 26 maggio 2022

## Statistiche
La diocesi nel 2022 su una popolazione di 1.406.790 persone contava 554.540 battezzati, corrispondenti al 39,4% del totale.
| anno | popolazione | popolazione | popolazione | presbiteri | presbiteri | presbiteri | presbiteri                | diaconi | religiosi | religiosi | parrocchie |
| anno | battezzati  | totale      | %           | numero     | secolari   | regolari   | battezzati per presbitero | diaconi | uomini    | donne     | parrocchie |
| ---- | ----------- | ----------- | ----------- | ---------- | ---------- | ---------- | ------------------------- | ------- | --------- | --------- | ---------- |
| 1949 | 1.050.000   | 1.150.000   | 91,3        | 814        | 680        | 134        | 1.289                     |         | 219       | 913       | 450        |
| 1970 | 981.360     | 1.257.000   | 78,1        | 642        | 525        | 117        | 1.528                     |         | 117       | 784       | 451        |
| 1980 | 980.000     | 1.260.000   | 77,8        | 464        | 464        |            | 2.112                     |         |           |           | 450        |
| 1990 | 900.000     | 1.280.000   | 70,3        | 359        | 306        | 53         | 2.506                     |         | 64        | 380       | 450        |
| 1999 | 750.000     | 1.400.000   | 53,6        | 385        | 290        | 95         | 1.948                     | 28      | 132       | 474       | 450        |
| 2000 | 750.000     | 1.400.000   | 53,6        | 396        | 296        | 100        | 1.893                     | 28      | 129       | 482       | 450        |
| 2001 | 750.000     | 1.400.000   | 53,6        | 402        | 307        | 95         | 1.865                     | 29      | 125       | 468       | 451        |
| 2002 | 750.000     | 1.400.000   | 53,6        | 400        | 305        | 95         | 1.875                     | 29      | 121       | 456       | 452        |
| 2003 | 533.000     | 1.354.000   | 39,4        | 409        | 307        | 102        | 1.303                     | 32      | 131       | 452       | 452        |
| 2004 | 533.000     | 1.354.000   | 39,4        | 408        | 303        | 105        | 1.306                     | 32      | 132       | 449       | 452        |
| 2006 | 533.000     | 1.354.000   | 39,4        | 400        | 297        | 103        | 1.332                     | 31      | 135       | 436       | 453        |
| 2012 | 535.500     | 1.360.000   | 39,4        | 358        | 264        | 94         | 1.495                     | 40      | 115       | 289       | 449        |
| 2015 | 546.000     | 1.387.000   | 39,4        | 347        | 256        | 91         | 1.573                     | 44      | 111       | 243       | 451        |
| 2018 | 547.300     | 1.389.300   | 39,4        | 336        | 253        | 83         | 1.628                     | 47      | 101       | 218       | 450        |
| 2020 | 551.900     | 1.400.000   | 39,4        | 333        | 256        | 77         | 1.657                     | 44      | 102       | 217       | 450        |
| 2022 | 554.540     | 1.406.790   | 39,4        | 311        | 241        | 70         | 1.783                     | 48      | 91        | 203       | 451        |